# Boston Open 2019
Die Boston Open 2019 im Badminton fanden vom 3. bis zum 5. Mai 2019 im Rockwell Cage des Massachusetts Institute of Technology in Cambridge statt.

## Sieger und Platzierte
| Disziplin    | Gold                                  | Silber                      | Bronze                                    |
| ------------ | ------------------------------------- | --------------------------- | ----------------------------------------- |
| Herreneinzel | Febriyan Irvannaldy                   | Mark Alcala                 | Charles Gu                                |
| Herreneinzel | Febriyan Irvannaldy                   | Mark Alcala                 | Hardi Satria                              |
| Dameneinzel  | Megumi Taruno                         | Sanchita Pandey             | Soumya Gade                               |
| Dameneinzel  | Megumi Taruno                         | Sanchita Pandey             | Jennie Gai                                |
| Herrendoppel | Arya Aldiartama Rangga Rianto         | Ow Yao Han Yew Hong Kheng   | Leonard Holvy de Pauw Sittichai Viboonsin |
| Herrendoppel | Arya Aldiartama Rangga Rianto         | Ow Yao Han Yew Hong Kheng   | Nandang Saputro Ricky Widianto            |
| Damendoppel  | Natcha Saengchote Megumi Taruno       | Nicole Frevold Esther Shi   | Jenna Gozali Angeline Santoso             |
| Damendoppel  | Natcha Saengchote Megumi Taruno       | Nicole Frevold Esther Shi   | Sanchita Pandey Eliana Zhang              |
| Mixed        | Sittichai Viboonsin Natcha Saengchote | Ricky Widianto Jenna Gozali | Phillips Jap Megumi Taruno                |
| Mixed        | Sittichai Viboonsin Natcha Saengchote | Ricky Widianto Jenna Gozali | Sutichon Pol-Gul Sanchita Pandey          |